# Osîcina, Hmilnîk
Osîcina (în ucraineană Осична) este un sat în comuna Krîjanivka din raionul Hmilnîk, regiunea Vinnița, Ucraina.

## Demografie
Componența lingvistică a localității Osîcina
     Ucraineană (100%)
Conform recensământului din 2001, toată populația localității Osîcina era vorbitoare de ucraineană (100%).